# Mandalay Pictures
Mandalay Pictures (anche Mandalay Independent Pictures e la Mandalay Vision) è una società cinematografica americana fondata il 1995 da Peter Guber, ex capo della Sony Pictures Entertainment e della The Guber-Peters Company, e ora fa parte della società di media e intrattenimento del Mandalay Entertainment Group. In seguito Mandalay ha stretto un accordo di produzione cinematografica con la Sony Pictures attraverso la Columbia e la TriStar Pictures. La società ha anche una propria divisione di produzione cinematografica indipendente, Mandalay Vision (Mandalay Independent Pictures fino al 2010), che ha lanciato nel 2007.

## Filmografia parziale
- The Fan - Il mito (1996)
- Sette anni in Tibet (1997)
- So cosa hai fatto (1997)
- Double Team (1997)
- Donnie Brasco (1997)
- Incubo finale (1998)
- Sex Crimes - Giochi pericolosi (1998)
- Soluzione estrema (1998)
- Il mistero di Sleepy Hollow (1999)
- Il nemico alle porte (2001)
- The Score (2001)
- Tutta colpa di Sara (2002)
- Amore senza confini (2003)
- Horns (2013)
- Nine Days (2020)
- Air - La storia del grande salto (Air), regia di Ben Affleck (2023)
- Surrounded, regia di Anthony Mandler (2023)